# 别列兹尼基农村居民点 (沃洛格达州)
别列兹尼基农村居民点（俄语：Березниковское сельское поселение）是俄罗斯联邦沃洛格达州巴布什基诺区所属的一个农村居民点。其下辖有15个居民点，行政中心为沃斯克列先斯科耶。据2015年统计，该农村居民点的人口为489人。